# Reinventing the Steel
Reinventing the Steel er det niende og sidste studiealbum fra det amerikanske groove metal-band Pantera. Det blev udgivet i 2000.

## Spor
1. "Hellbound" – 2:41
2. "Goddamn Electric" – 4:58
3. "Yesterday Don't Mean Shit" – 4:19
4. "You've Got to Belong to It" – 4:13
5. "Revolution Is My Name" – 5:19
6. "Death Rattle" – 3:17
7. "We'll Grind That Axe for a Long Time" – 3:44
8. "Up Lift" – 3:45
9. "It Makes Them Disappear" – 6:22
10. "I'll Cast a Shadow" – 5:22